# Долорес-Идальго (муниципалитет)
Долорес-Идальго (исп. Dolores Hidalgo), полное официальное наименование: Долорес-Идальго-Куна-де-ла-Индепенсия-Насьональ (исп. Dolores Hidalgo Cuna de la Independencia Nacional) — муниципалитет в Мексике, штат Гуанахуато, с административным центром в одноимённом городе. Численность населения, по данным переписи 2010 года, составила 148 173 человека.

## Общие сведения
До 1947 года муниципалитет носил название Cocomacán, что с языка пурепеча можно перевести как место охоты на горлиц. Затем он был переименован в Dolores Hidalgo Cuna de la Independencia Nacional в знак того, что священник Мигель Идальго в церкви Гридо Долорес зародил начало войны за независимость.
Площадь муниципалитета равна 1656 км², что составляет 5,41 % от общей площади штата, а наивысшая точка расположена в поселении Ла-Пеньита и равна 2323 метрам.
Долорес-Идальго граничит с другими муниципалитетами штата Гуанахуато: на севере с Сан-Диего-де-ла-Унионом, на востоке с Сан-Луис-де-ла-Пасом, на юге с Сан-Мигель-де-Альенде, на западе с Гуанахуато, и на северо-западе с Сан-Фелипе.

## Учреждение и состав
Муниципалитет был образован в 1824 году, в его состав входит 539 населённых пунктов, самые крупные из которых:
| Код INEGI | Населённый пункт                                                            | Численность населения (2005 год) | Численность населения (2010 год) |
| --------- | --------------------------------------------------------------------------- | -------------------------------- | -------------------------------- |
| 014       | Всего                                                                       | 134641                           | 148173                           |
| 0001      | Долорес-Идальго (исп. Dolores Hidalgo) 21°09′22″ с. ш. 100°55′57″ з. д.     | 54843                            | 59240                            |
| 0255      | Рио-Лаха (исп. Río Laja) 21°12′11″ с. ш. 100°55′22″ з. д.                   | 2211                             | 2416                             |
| 0340      | Текискиапан (исп. Tequisquiapan) 21°04′48″ с. ш. 100°49′22″ з. д.           | 1303                             | 1407                             |
| 0281      | Сан-Габриель (исп. San Gabriel) 21°07′51″ с. ш. 100°50′06″ з. д.            | 1175                             | 1359                             |
| 0132      | Эхидо-Хесус-Мария (исп. Ejido Jesús María) 21°08′31″ с. ш. 100°54′42″ з. д. | 967                              | 1324                             |
| 0125      | Хамайка (исп. Jamaica) 21°08′39″ с. ш. 100°44′02″ з. д.                     | 1045                             | 1196                             |
| 0159      | Эль-Льянито (исп. El Llanito) 21°07′21″ с. ш. 100°57′05″ з. д.              | 1112                             | 1186                             |
| 0329      | Соледад-Нуэва (исп. Soledad Nueva) 21°16′48″ с. ш. 100°55′19″ з. д.         | 963                              | 1161                             |

## Экономика
По статистическим данным 2000 года, работоспособное население занято по секторам экономики в следующих пропорциях: сельское хозяйство, скотоводство и рыбная ловля — 18,6 %, промышленность и строительство — 37,6 %, сфера обслуживания и туризма — 40,3 %, прочее — 3,5 %.

## Инфраструктура
По статистическим данным 2010 года, инфраструктура развита следующим образом:
- электрификация: 95,3 %;
- водоснабжение: 94,5 %;
- водоотведение: 77 %.

## Фотографии
- Здание администрации
- Церковь в Сан-Габриэле
- Памятник повстанцам